# 春田正治
春田 正治（はるた まさはる、1916年4月29日 - 2005年7月24日）は、日本の教育学者、教育者。和光学園理事長を務めた。
愛知県生まれ。東京文理科大学教育科卒。山梨教育研究所、1952-68年和光学園校長、和光大学人文学部教授、1983-97年和光学園理事長。全国生活指導研究協議会、日本生活教育連盟。社会科および生活指導について実践・研究した。

## 著書
- 『生活指導の実践過程』明治図書出版　現代教育全書　1960
- 『戦後生活指導運動私史』明治図書出版　1978
- 『生活指導とは何か』明治図書出版 1981
- 『生活指導入門』明治図書出版 生徒を生かす集団づくり実践講座 1983
- 『日生連物語 戦後生活教育運動のうねり』民衆社 1988

### 共編著
- 『社会科の中心問題 共同研究』松島栄一共編 明治図書出版 1956
- 『生活指導99の相談』編 明治図書出版 教師のための相談選書 1957
- 『学級経営十二講』樋口澄雄共編 明治図書出版 1958
- 『社会科の新しい授業』馬場四郎共編 明治図書出版 新しい授業叢書 1957-58
- 『生活指導問題講座』宮坂哲文,寒川道夫共編 明治図書出版 1958
- 『今日の道徳教育』宮坂哲文共編 誠信書房 1964
- 『特別教育活動の計画化』編著 明治図書出版 1964

## 論文
- <春田正治